# Watlington (Norfolk)
Pour les articles homonymes, voir Watlington.
Watlington est une paroisse civile et un village du Norfolk, en Angleterre.